# Ferdynand Radziwiłł
Ferdynand Fryderyk Radziwiłł herbu Trąby (ur. 19 października 1834 w Berlinie, zm. 28 lutego 1926 w Rzymie) – książę, polski polityk.

## Życiorys
Syn księcia generała Bogusława Fryderyka Radziwiłła i Leontyny Gabrieli von Clary und Aldringen, brat księcia Edmunda Radziwiłła i księcia Władysława Radziwiłła, jezuity. Ojciec Małgorzaty i książąt: Janusza Franciszka, Michała Radziwiłła Rudego oraz Karola Ferdynanda.
1874–1919 poseł polski do Reichstagu z okręgu Ostrów-Odolanów-Ostrzeszów-Kępno, 1889–1918 przewodził Kołu Polskiemu. Był także posłem pruskiego Landtagu. W latach kulturkampfu opowiadał się stanowczo po stronie polskiej. Zasłynął odważną interpelacją w sprawie strajków szkolnych we Wrześni. Zasiadał także dożywotnio w wyższej izbie parlamentu Rzeszy – Izbie Panów. Członek Szwajcarskiego Komitetu Generalnego Pomocy Ofiarom Wojny. W 1919 jako były poseł do Reichstagu został posłem na polski Sejm Ustawodawczy w Warszawie. Jako najstarszy poseł objął funkcję marszałka seniora i przewodniczył pierwszemu posiedzeniu. Mandat poselski sprawował do 1 czerwca 1919, kiedy nie został wybrany w wyborach uzupełniających w Wielkopolsce.
W połowie lat 70. XIX wieku ukrywał w Antoninie poszukiwanego przez władze pruskie księdza Walentego Śmigielskiego.
XII ordynat ołycki i przygodzicki. W 1922 posiadał majątki ziemskie o powierzchni 42 840 ha. Rezydował w Antoninie. Główny fundator i patron kościoła farnego (ob. konkatedry) w Ostrowie Wielkopolskim.
Pochowany jest w podziemiach kaplicy Radziwiłłów w podostrowskim Antoninie.

## Ordery i odznaczenia
- Krzyż Komandorski z Gwiazdą Orderu Odrodzenia Polski (2 maja 1923)[5][6]
- Wielka Wstęga Orderu św. Grzegorza Wielkiego (Stolica Apostolska)[7]
- Order Orła Czerwonego II klasy z gwiazdą (1894, Królestwo Prus)[8]
- Baliw Wielkiego Krzyża Honoru i Dewocji Zakonu Maltańskiego (kawaler od 23 marca 1889, pierwszy prezydent Związku Polskich Kawalerów Maltańskich w latach 1920–1926)[9][10]